# Nordisk Film Biografer Field's
Nordisk Film Biografer Field's er en biograf i forlængelse af Field's indkøbscenteret i bydelen Ørestad i København. Biografen åbnede d. 13. august 2015.

## Sale
Biografens største sal, sal 1, er udstyret med Dolby's mest avancerede lydsystem Dolby Atmos, og benytter laserprojektoren Barco DP4K-60L til at vise billedet. Lærredet i sal 1 er 152 m2, hvilket er større end i Imperial.
| Sal | Antal sæder |
| --- | ----------- |
| 1   | 423         |
| 2   | 194         |
| 3   | 194         |
| 4   | 127         |
| 5   | 84          |
| 6   | 91          |
| 7   | 84          |
| 8   | 84          |
| 9   | 127         |